# Dušan Hejbal

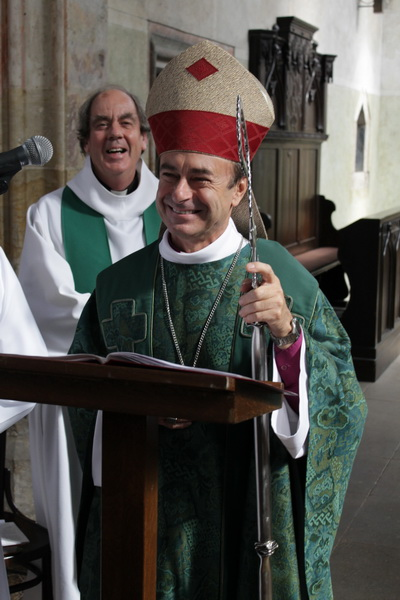
Dušan Hejbal, 2012

Dušan Hejbal (* 16. Juli 1951 in Prag) war der dritte Bischof der Altkatholischen Kirche Tschechiens.
Am 23. Februar 1991 wählte die 39. Synode Dušan Hejbal als Augustin Podoláks Nachfolger zum Bischof. Die Bischofsweihe fand am 27. September 1997 durch Bernhard Heitz und unter Beteiligung von Bischöfen der Utrechter Union der Altkatholischen Kirchen im Beisein von Vertretern der Ökumene in der St. Laurentius-Kathedrale in Prag statt.
Er trat am 16. Juli 2016 mit der Vollendung seines 65. Lebensjahres in den Ruhestand. Sein Nachfolger wurde Pavel Benedikt Stránský.